# Schweizer Industrie und Technik

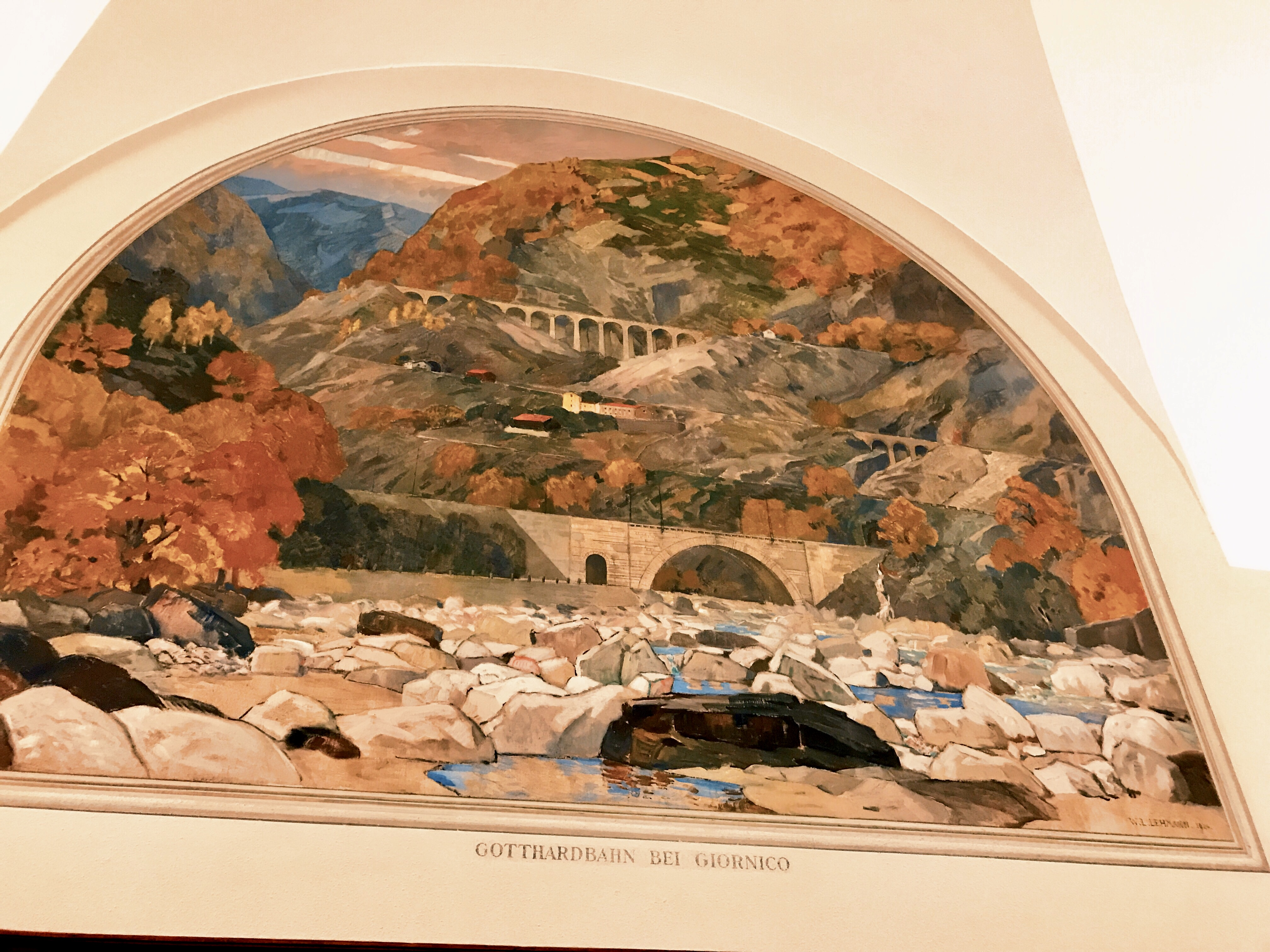
Gotthardbahn bei Giornico, Wilhelm Ludwig Lehmann, 1924

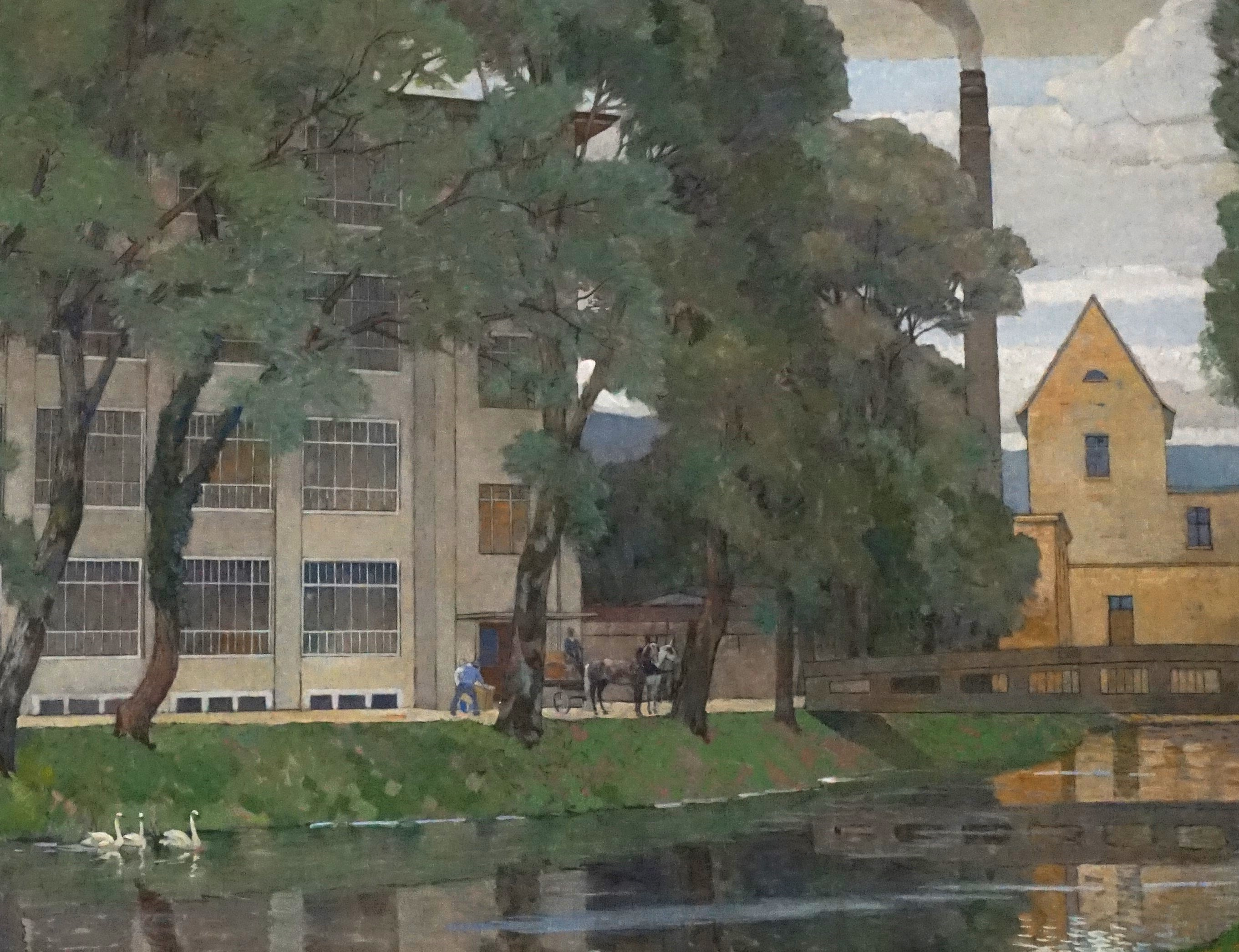
Stanzerei und Fabrikkanal, Wilhelm Ludwig Lehmann, 1926 (Ausschnitt)

Schweizer Industrie und Technik ist ein Gemäldezyklus in zwei Treppenhäusern der ETH Zürich, der zwischen 1921 und 1935 geschaffen wurde. Motiv sind Ingenieurbauwerke, Industriekomplexe und Fabriken. Wilhelm Ludwig Lehmann schuf 22 der 29 Gemälde.

## Geschichte
Nach dem Auszug der Universität erfolgte zwischen 1915 und 1925 eine grundlegende Erweiterung des Hauptgebäudes der Eidgenössischen Technischen Hochschule (ETH) durch den Architekten Gustav Gull. Neben dem Bau der charakteristischen Kuppel wurde die Ostfassade an der Rämistrasse neu gestaltet und um zwei Seitenflügel mit Treppenhäusern erweitert. Diese wurden mit 29 Gemälden ausgestattet. Lehmann schuf 22 der Arbeiten, er unterrichtete ab 1923 Architektur- und Landschaftsmalerei an der ETH. Zwei der Arbeiten führte der Maler Louis Vonlanthen aus, jeweils ein Werk stammte von seinen Kollegen Willy Hummel, Burkhard Mangold, Giovanni Müller, Alfred Heinrich Pellegrini und Adolf Tièche.
Die Arbeiten haben Masse zwischen 250 × 200 und 310 × 235 Zentimeter. Sie wurden mit Ölfarbe auf Leinwand angelegt. Mit der Ausnahme eines Holzrahmens bildet jeweils ein auf die Wand gemalter Rahmen ihren Abschluss. Die halbkreisförmigen Gemälde füllen Rundbögen in den Ebenen E, F und G der Treppenhäuser «Nord» und «Süd» aus.
Alex Winiger teilte die Werke grob in drei Gruppen ein. Staumauern und Kraftwerke, Bahnbauten, sowie Viadukte und Brücken machen die Gruppe der «Bauwerke in der Landschaft» mit 13 Gemälden aus. Die Staumauer Schräh war 1924 die höchste der Welt. Vonlanthens Arbeiten zeigen zwei Brücken aus dem Raum Fribourg. Die Gruppe der Aussenansichten von Industriekomplexen nannte Winiger auch zusammenfassend «Rauchende Schlote», die seinerzeit für Wohlstand und Vollbeschäftigung standen. Weitere sieben Gemälde umfasst die Gruppe «Innenansichten von Fabriken» mit einem Schwerpunkt bei der Eisen- und Stahlbearbeitung.

## Liste der Gemälde
Titel – Künstler – Datierung – Lage

### Bauwerke in der Landschaft
1. Ritomsee oberhalb Piotta, Wilhelm Ludwig Lehmann, 1924 (Süd F)
2. Staumauer der Barberine, Wilhelm Ludwig Lehmann, 1924 (Süd F)
3. Kraftwerk Wäggital (sic), Staumauer im Schräh, Wilhelm Ludwig Lehmann, 1925 (Nord G)
4. N.O.K. Kraftwerk Eglisau, Wilhelm Ludwig Lehmann, 1925 (Nord G)
5. Kraftwerk Mühleberg der bernischen Kraftwerke AG, Adolf Tièche, 1927 (Nord G)
6. Simplontunnel bei Brig, SBB, Willy Hummel, 1922 (Nord F)
7. Landwasserviadukt Filisur, Rhätische Bahn, Wilhelm Ludwig Lehmann, 1922 (Nord F)
8. Viadukt bei Wiesen, Rhätische Bahn, Wilhelm Ludwig Lehmann, 1923 (Nord F)
9. Gotthardbahn bei Giornico, Wilhelm Ludwig Lehmann, 1924 (Süd F)
10. Le Pont de Zähringen, Fribourg, Louis Vonlanthen, 1926 (Nord E)
11. Nouveau viaduc de Grandfey, Fribourg, Louis Vonlanthen, 1927 (Nord F)
12. Langwies Viadukt, Giovanni Müller, ohne Datum (Nord F)
13. Strassenbrücke über die Aare bei Birrenlauf (Argau), Wilhelm Ludwig Lehmann, 1927 (Nord F)

### Aussenansichten von Industriekomplexen
1. Färberei A. Weidmann AG, Thalwil, Wilhelm Ludwig Lehmann, 1921 (Süd F)
2. Chemische Fabrik Uetikon, Wilhelm Ludwig Lehmann, 1922 (Nord G)
3. Aluminiumindustrie AG Neuhausen, Werk Chippis, Wilhelm Ludwig Lehmann, 1923 (Süd G)
4. Heberlein & Co. AG Wattwil, Bleicherei, Färberei, Druckerei, Wilhelm Ludwig Lehmann, 1923 (Nord G)
5. Gesellschaft für chemische Industrie Basel, Burkhard Mangold, 1925 (Nord G)
6. Bally Schuhfabriken AG, Stanzerei in Schönenwerd, Wilhelm Ludwig Lehmann, 1926 (Süd F)
7. Chemische Fabrik, vormals Sandoz Basel, Wilhelm Ludwig Lehmann, 1926 (Süd G)
8. Schweizerische Zementindustrie A.-G. Heerbrugg, Fabrik Unterterzen, Wilhelm Ludwig Lehmann, 1930 (Süd G)
9. «Arbeit», Wilhelm Ludwig Lehmann, 1931 (Süd E)

### Innenansichten von Fabriken
1. Gesellschaft der L. V. Roll’schen Eisenwerke, Stahlwerk Gerlafingen, Wilhelm Ludwig Lehmann, 1927 (Süd G)
2. Schweizerische Lokomotiv- und Maschinenfabrik Winterthur, Montagehalle, Wilhelm Ludwig Lehmann, 1927 (Süd G)
3. Gebrüder Sulzer AG Winterthur, Montagehalle für Dieselmotoren, Wilhelm Ludwig Lehmann, 1928 (Süd G)
4. Feierabend im Walzwerk Gerlafingen, Wilhelm Ludwig Lehmann, 1928 (Süd G)
5. Maschinenfabrik Oerlikon, Halle für Grossmaschinenbau, Wilhelm Ludwig Lehmann, 1929 (Süd G)
6. AG der Eisen- und Stahlwerke, vormals Georg Fischer, Elektrischer Ofen 4500 kW, Wilhelm Ludwig Lehmann, 1930 (Süd G)
7. Farbraum der chemischen Fabrik J. R. Geigy AG Basel, Alfred Heinrich Pellegrini, 1935 (Süd F)